# Otto Arosemena
Otto Arosemena Gómez (Guayaquil, 19 de julho de 1925 – Salinas, 20 de abril de 1984) foi um político equatoriano. Ocupou o cargo de presidente de seu país entre 16 de novembro de 1966 e 31 de agosto de 1968.
Primo dos ex-presidentes Carlos Julio Arosemena Tola e Carlos Julio Arosemena Monroy, graduou-se em Direito pela Universidade de Guayaquil e logo se envolveu na carreira política durante seus estudos, quando se integrou membro do Tribunal Eleitoral de Guayas.